# Smrt Smail-age Čengića
Smrt Smail-age Čengića je spjev koji je napisao Ivan Mažuranić, njegovo najveće djelo objavljeno 1846. godine. Spjev je nastao djelomice po narudžbi Dimitrija Demetra. Osnovnu građu Mažuranić pronalazi u stvarnom događaju, pogibiji muslimanskog junaka i hercegovačkoga muselima Smail-age Čengića u sukobu s hercegovačkim Crnogorcima (današnja Crna Gora, Drobnjaci) u jesen 1840. Osnovna ideja spjeva je prolaznost sile, vjera u pravdu i konačnu pobjedu dobra u životu.
Ukupno, djelo ima 1134 stiha komponiranih u pet pjevanja (Agovanje, Noćnik, Četa, Harač, Kob).

## Radnja
Osmanski vojskovođa i hercegovački muselima Smail-aga Čengić, poznat po svojoj hrabrosti, ali i okrutnosti skuplja sa svojim četama harač po Crnoj Gori. Zarobljuje neke Crnogorce, među njima i svoga sunarodnjaka Duraka i sina mu Novicu. Kada Durak zamoli agu da oslobodi Crnogorce ovaj ga ubije, pa Novica bježi iz turskog logora ka crnogorskim hajducima. Aga i dalje nemilosrdno skuplja harač po Drobnjačkoj regiji, dok ga jedne noći ne napadne četa u kojoj je i Novica. Borba je bila jako dramatična, pa na kraju izginiše mnogi hajduci i Turci, uključujući i Smail-agu i Novicu.

## Parodije djela
Poznati hrvatski književnik Ante Kovačić je nekoliko dana nakon odstupa Ivana Mažuranića s banske pozicije 21. veljače 1880., u novina  Sloboda objavio nekoliko travestija o suvremenim mu političarima. Tri mjeseca nakon na Sušaku izišla je anonimna Kovačićeva Smrt babe Čengićkinje : travestia : posvećena rodoljubo-narodnjakah novorodjenici g. 1880.  Ova travestija je postala iznimno popularna, nedugo je nakon bila napisana i opsežna recenzija u gore spomenutoj Slobodi.
Boltek Hruševec Zagrebec, pseudonim zasad nepoznatog autora bliskog kajkavsko-zagrebačkom umjetničkom krugu tzv. kvakača,  je napisao djelo pod nazivom Kak su zemelski gospodin Smail Čengičevec poginuli (parodija oliti travestija). Ova parodija, prijevod i travestija jednog od Mažuranićevih najpoznatijih djela je, iako zgotovljena 1894., ostala nepoznata javnosti sve do njenog objavljivanja 1991. Jezik je slobodan, slengovski obojan, onodobni kajkavski govor grada Zagreba.

## Vanjske poveznice

### Sestrinski projekti
|  | Wikizvor ima izvorni tekst Smrt Smail-age Čengića |

|  | Wikizvor ima izvorni tekst Smrt Babe Čengićkinje |

### Mrežna mjesta
- www.ss-amkaramaneo-vis.skole.hr – Ivan Mažuranić: Smrt Smail-age Čengića  Arhivirana inačica izvorne stranice od 27. kolovoza 2016. (Wayback Machine)
- www.lektire.hr – Smrt Smail-age Čengića
- www.montenegrina.net – Čedo Baćović: »SMAIL-AGA ČENGIĆ – MIT I STVARNOST«